# Циклический код
Циклический код — линейный, блочный код, обладающий свойством цикличности, то есть каждая циклическая перестановка кодового слова также является кодовым словом. Используется для преобразования информации для защиты её от ошибок (см. Обнаружение и исправление ошибок).

## Введение
Пусть {\displaystyle {\overline {y}}=(y_{0},y_{1},\dots ,y_{n-1})\in L^{n}} — слово длины n над алфавитом из элементов конечного поля {\displaystyle L=GF(q)} и {\displaystyle y(x)=y_{0}+y_{1}x+y_{2}x^{2}+\dots +y_{n-1}x^{n-1}} — полином, соответствующий этому слову, от формальной переменной {\displaystyle x}. Видно, что это соответствие является изоморфизмом линейных пространств. Так как «слова» состоят из букв из поля, то их можно складывать и умножать (поэлементно), причём результат будет в том же поле.
Полином, соответствующий линейной комбинации {\displaystyle {\overline {y}}=m_{1}{\overline {y_{1}}}+m_{2}{\overline {y_{2}}}} пары слов {\displaystyle {\overline {y_{1}}}=(y_{1,0},\dots ,y_{1,n-1})} и {\displaystyle {\overline {y_{2}}}=(y_{2,0},\dots ,y_{2,n-1})}, равен линейной комбинации полиномов этих слов {\displaystyle {y}(x)=\sum _{k=0}^{n-1}(m_{1}y_{1k}+m_{2}y_{2k})x^{k}=m_{1}{\overline {y_{1}}}(x)+m_{2}{\overline {y_{2}}}(x)}.
Это позволяет рассматривать множество слов длины n над конечным полем как линейное пространство полиномов со степенью не выше n − 1 над полем {\displaystyle GF(q)}.

## Алгебраическое описание
Если {\displaystyle {\overrightarrow {c_{1}}}} — кодовое слово, получающееся циклическим сдвигом на один разряд влево из слова {\displaystyle {\overrightarrow {c}}}, то соответствующий ему полином {\displaystyle c_{1}(x)} получается из предыдущего умножением на x:
{\displaystyle c_{1}(x)=xc(x)\mod (x^{n}-1)}, пользуясь тем, что {\displaystyle x^{n}\equiv 1\mod (x^{n}-1).}
Сдвиг вправо и влево соответственно на {\displaystyle j} разрядов:
{\displaystyle c_{j}(x)=x^{j}c(x)\mod (x^{n}-1),}
{\displaystyle c_{-j}(x)x^{j}=c(x)\mod (x^{n}-1).}
Если {\displaystyle m(x)} — произвольный полином над полем {\displaystyle GF(q)}, и {\displaystyle c(x)} — кодовое слово циклического {\displaystyle (n,k)} кода, то {\displaystyle m(x)c(x)\mod (x^{n}-1)} — тоже кодовое слово этого кода.

### Порождающий полином
Определение
Порождающим полиномом циклического {\displaystyle (n,k)} кода {\displaystyle C} называется такой ненулевой полином {\displaystyle g(x)=\sum \limits _{i=0}^{r}g_{i}x^{i}} из {\displaystyle C}, степень которого наименьшая, и коэффициент при старшей степени {\displaystyle g_{r}=1}.
Теорема 1
Если {\displaystyle C} — циклический {\displaystyle (n,k)} код, и {\displaystyle g(x)} — его порождающий полином, то степень {\displaystyle g(x)} равна {\displaystyle r=n-k}, и каждое кодовое слово может быть единственным образом представлено в виде
{\displaystyle c(x)=m(x)g(x),}
где степень {\displaystyle m(x)} меньше или равна {\displaystyle k-1}.
Теорема 2
{\displaystyle g(x)} — порождающий полином циклического {\displaystyle (n,k)} кода — является делителем двучлена {\displaystyle x^{n}-1}.
Следствия
Таким образом, в качестве порождающего полинома можно выбирать любой полином делитель {\displaystyle x^{n}-1}.
Степень выбранного полинома будет определять количество проверочных символов {\displaystyle r}, число информационных символов {\displaystyle k=n-r}.

### Порождающая матрица
Полиномы {\displaystyle g(x),xg(x),x^{2}g(x),\dots ,x^{k-1}g(x)} линейно независимы, иначе {\displaystyle m(x)g(x)=0} при ненулевом {\displaystyle m(x)}, что невозможно.
Значит кодовые слова можно записывать, как и для линейных кодов, следующим образом:
{\displaystyle {\overline {m}}G=(m_{0},m_{1},\dots ,m_{k-1}){\begin{bmatrix}g(x)\\xg(x)\\\dots \\x^{k-1}g(x)\end{bmatrix}}=m(x)g(x),}
где {\displaystyle G} является порождающей матрицей, {\displaystyle m(x)} — информационным полиномом.
Матрицу {\displaystyle G} можно записать в символьной форме:
{\displaystyle G={\begin{bmatrix}g_{0}&g_{1}&\dots &g_{r-1}&g_{r}&0&\dots &0\\0&g_{0}&\dots &g_{r-2}&g_{r-1}&g_{r}&\dots &0\\\vdots &\vdots &\ddots &\vdots &\vdots &\vdots &\ddots &\vdots \\0&0&\dots &0&g_{0}&g_{1}&\dots &g_{r}\end{bmatrix}}.}

### Проверочная матрица
Для каждого кодового слова циклического кода справедливо {\displaystyle c(x)=0\mod g(x)}.
Поэтому проверочную матрицу можно записать как
{\displaystyle H={\begin{bmatrix}1&x&x^{2}&\dots &x^{n-2}&x^{n-1}\\\end{bmatrix}}\mod g(x).}
Тогда
{\displaystyle {\overline {c}}H^{T}=\sum \limits _{i=0}^{n-1}c_{i}x^{i}=0\mod g(x).}

## Кодирование

### Несистематическое
При несистематическом кодировании кодовое слово получается в виде произведения информационного полинома на порождающий:
{\displaystyle c(x)=m(x)g(x).}
Оно может быть реализовано при помощи перемножения полиномов.

### Систематическое
При систематическом кодировании кодовое слово формируется в виде информационного подблока и проверочного:
{\displaystyle c(x)=[s(x)\;m(x)].}
Пусть информационное слово образует старшие степени кодового слова, тогда
{\displaystyle c(x)=x^{r}m(x)+s(x),\quad r=n-k.}
Тогда из условия {\displaystyle c(x)=x^{r}m(x)+s(x)=0\mod g(x)} следует
{\displaystyle s(x)=-x^{r}m(x)\mod g(x).}
Это уравнение и задаёт правило систематического кодирования. Оно может быть реализовано при помощи многотактных линейных фильтров (МЛФ).

## Примеры

### Двоичный (7,4,3) код
В качестве делителя {\displaystyle x^{7}-1} выберем порождающий полином третьей степени {\displaystyle g(x)=x^{3}+x+1}, тогда полученный код будет иметь длину {\displaystyle n=7}, число проверочных символов (степень порождающего полинома) {\displaystyle r=3}, число информационных символов {\displaystyle k=4}, минимальное расстояние {\displaystyle d=3}.
Порождающая матрица кода:
{\displaystyle G={\begin{bmatrix}1&1&0&1&0&0&0\\0&1&1&0&1&0&0\\0&0&1&1&0&1&0\\0&0&0&1&1&0&1\end{bmatrix}},}
где первая строка представляет собой запись полинома {\displaystyle g(x)} коэффициентами по возрастанию степени.
Остальные строки — циклические сдвиги первой строки.
Проверочная матрица:
{\displaystyle H={\begin{bmatrix}1&0&0&1&0&1&1\\0&1&0&1&1&1&0\\0&0&1&0&1&1&1\end{bmatrix}},}
где i-й столбец, начиная с 1-го, представляет собой остаток от деления {\displaystyle x^{i-1}} на полином {\displaystyle g(x)}, записанный по возрастанию степеней, начиная сверху.
Так, например, 4-й столбец получается {\displaystyle h_{4}(x)=x^{3}\mod g(x)=x+1}, или в векторной записи {\displaystyle [110]}.
Легко убедиться, что {\displaystyle GH^{T}=0}.

### Двоичный (15,7,5)БЧХ код
В качестве порождающего полинома {\displaystyle g(x)} можно выбрать произведение двух делителей {\displaystyle x^{15}-1}:
{\displaystyle g(x)=g_{1}(x)g_{2}(x)=(x^{4}+x+1)(x^{4}+x^{3}+x^{2}+x+1)=x^{8}+x^{7}+x^{6}+x^{4}+1.}
Тогда каждое кодовое слово можно получить с помощью произведения информационного полинома {\displaystyle m(x)} со степенью {\displaystyle k-1} таким образом:
{\displaystyle c(x)=m(x)g(x).}
Например, информационному слову {\displaystyle {\overline {m}}=[1000111]} соответствует полином {\displaystyle m(x)=x^{6}+x^{5}+x^{4}+1}, тогда кодовое слово {\displaystyle c(x)=(x^{6}+x^{5}+x^{4}+1)(x^{8}+x^{7}+x^{6}+x^{4}+1)=x^{14}+x^{12}+x^{9}+x^{7}+x^{5}+1}, или в векторном виде {\displaystyle {\overline {c}}=[100001010100101]}.